# Paraleyrodes perseae
Paraleyrodes perseae är en insektsart som först beskrevs av Quaintance 1900.  Paraleyrodes perseae ingår i släktet Paraleyrodes och familjen mjöllöss. Inga underarter finns listade i Catalogue of Life.